# Ronde van de Battenkill
De Ronde van de Battenkill is een eendaagse wielerwedstrijd die sinds 2005 gehouden wordt in Washington County, in de staat New York in de Verenigde Staten. De race loopt door het glooiende landschap van Washington county en gaat deels over onverharde wegen. De Ronde van de Battenkill is het grootste eendaagse wielerevenement in de VS, met meer dan 1500 deelnemers in 2009. Sinds 2010 maakt de race deel uit van de UCI America Tour, met een UCI 1.2 categorie.